# Sammlung Dogan
Bei der Sammlung Dogan handelt es sich um die einzige publizierte Sammlung von Münzen und Medaillen, die sich mit der türkischen Geschichte beschäftigt.

## Der Sammler
Der Sammler Hüseyin A. Dogan, unter Sammlern besser bekannt als Amca, wurde 1940 in Manisa geboren. 1965 wanderte er in die Niederlande aus, wo er heute noch lebt. Seit 1966 sammelt er Medaillen, die sich mit der Geschichte der Türken und vor allem der Türkenkriege beschäftigen.

## Die Sammlung
Die Sammlung umfasste 894 Münzen und Medaillen, die sich alle mit der türkischen Geschichte und Persönlichkeiten, die in der türkischen Geschichte eine Rolle spielen, beschäftigen. Sie enthielt sowohl zeitgenössische Prägungen als auch moderne Medaillen, die sich auf historische Ereignisse beziehen.
Der historische Rahmen beginnt 1071 mit dem Sieg der Seldschuken über Byzanz bei Manzikert. Ein besonderer Schwerpunkt waren die Türkenkriege mit der Ersten 1529 und Zweiten Wiener Türkenbelagerung 1683.
Für das 19. und 20. Jahrhundert wurden zahlreiche seltene Medaillen zusammengetragen, die zum Teil im Versteigerungskatalog der Sammlung Dogan zum ersten Mal publiziert wurden.
Die Sammlung wurde am 15. Oktober 2008 in München durch das Auktionshaus Gorny & Mosch, Giessener Münzhandlung versteigert.